# Jarretelle

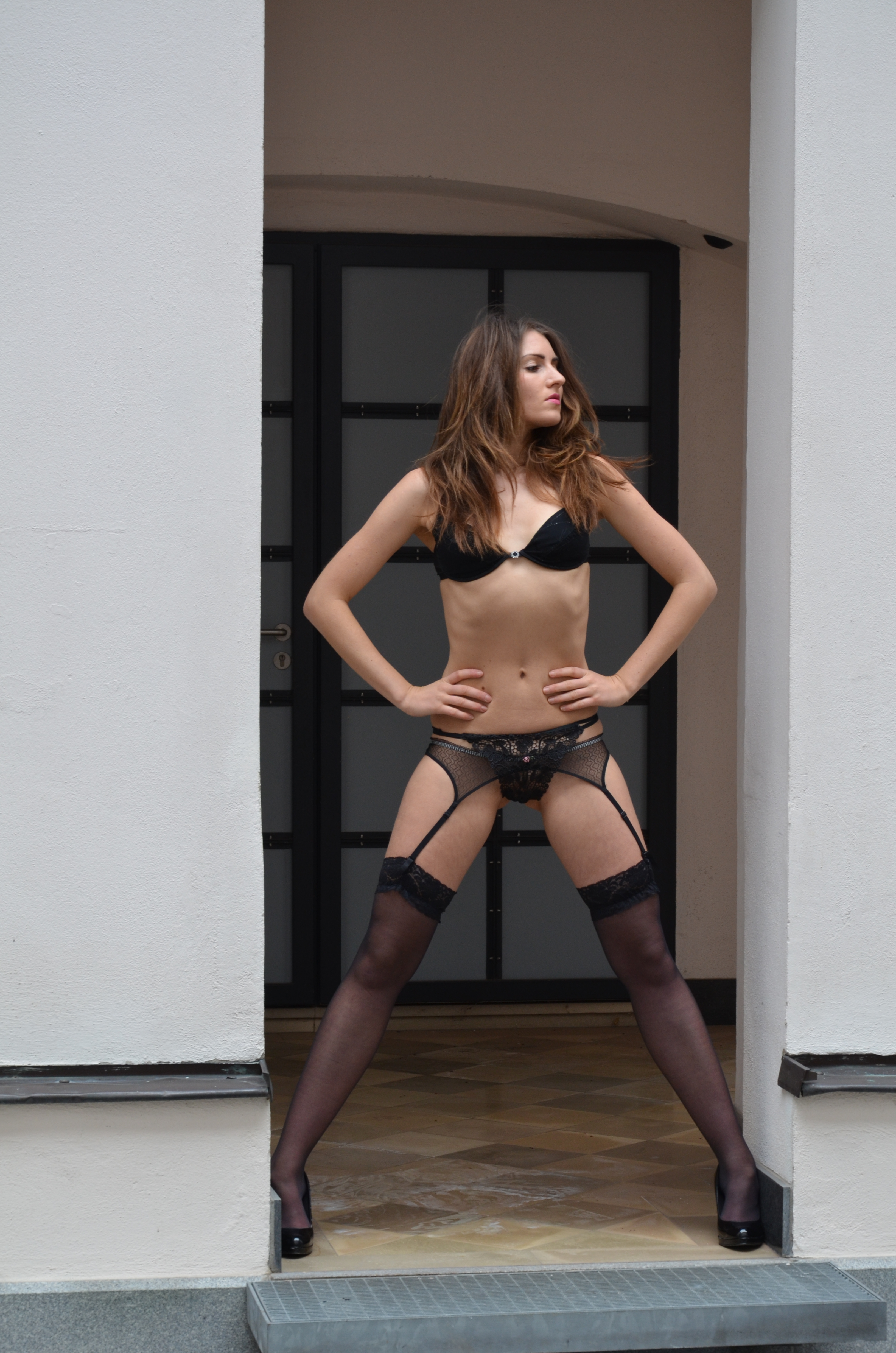
Een vrouw draagt kousen die met jarretelles verbonden zijn aan een jarretellengordel

Een jarretelle is een onderdeel van damesondergoed (lingerie) om het afzakken van kousen te voorkomen. Jarretelles worden aan een jarretellengordel bevestigd die om het middel wordt gedragen, of aan een korset. De jarretelles vormen dan de verbindingen van de jarretellengordel of van het korset naar de kous. Het aantal kan per model verschillen: in de regel zijn het er 3 per been/kous, maar er zijn ook modellen met 2 of 4 jarretelles aan elke zijde.

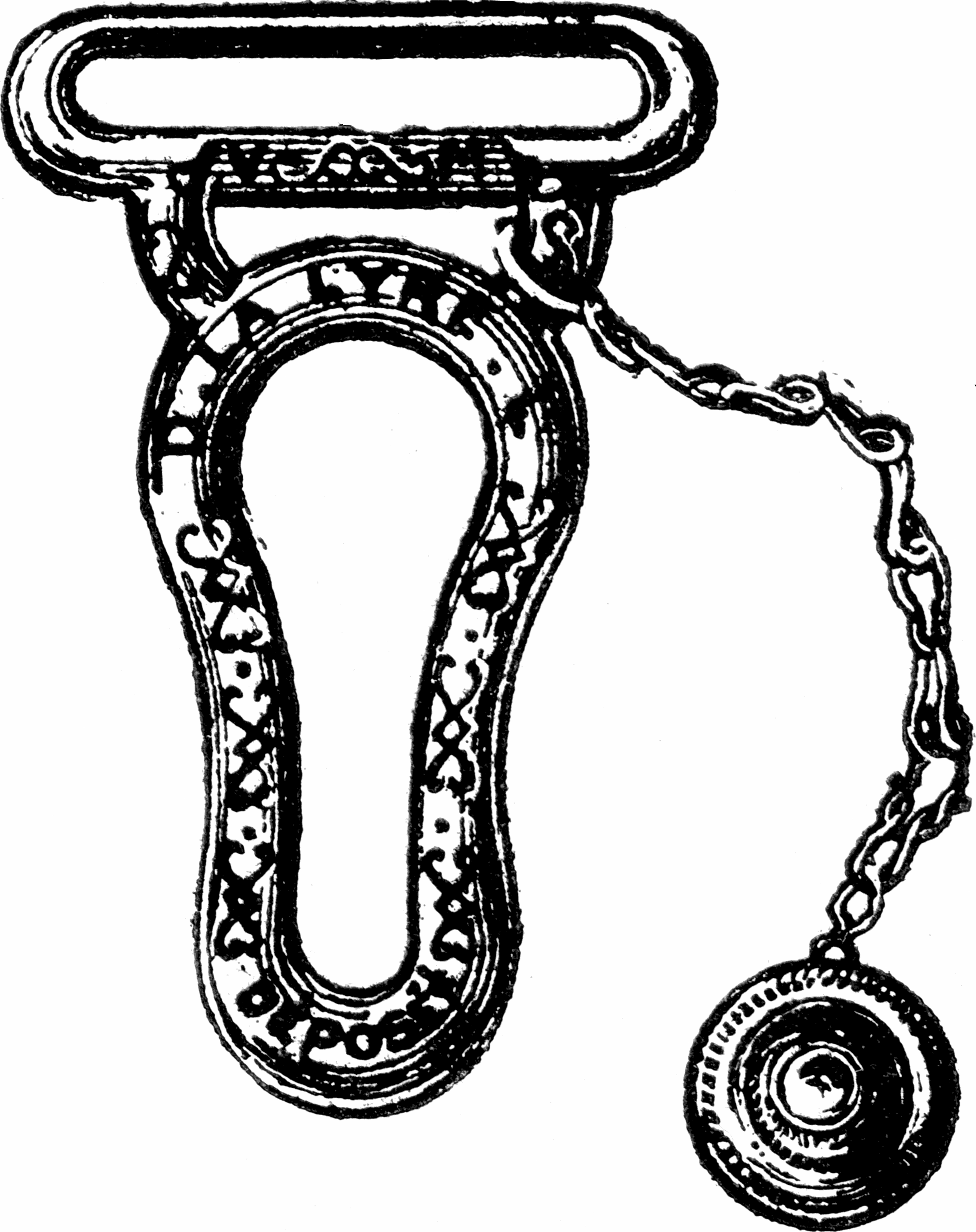
Een bevestigingsclip om kousen aan een jarretelle vast te maken, uit 1910

De jarretelle werd in de laatste decennia van de 20ste eeuw om praktische redenen steeds minder gedragen en onder invloed van ideeën over vrouwenbevrijding vooral geassocieerd met een stereotiep vrouwbeeld. De jarretelle heeft plaatsgemaakt voor de eenvoudige panty en de kous met zelfophoudende of elastische kousenband.
Wel bleven de jarretelles als decoratieve lingerie gedragen worden. Aan het eind van de 20ste en het begin van de 21ste eeuw kwamen ze weer terug: Madonna zette ze in als symbool van zelfbewust sexy vrouwelijk gedrag, terwijl ontwerpster Marlies Dekkers de jarretelle een prominente plaats gaf in haar lingerie-ontwerpen.

## IJshockey
Jarretelles worden ook gebruikt in ijshockey om de sokken omhoog te houden.